# (15582) Russellburrows
(15582) Russellburrows est un astéroïde de la ceinture principale.

## Description
(15582) Russellburrows est un astéroïde de la ceinture principale. Il fut découvert le 5 avril 2000 à Socorro (Nouveau-Mexique) par le projet LINEAR. Il présente une orbite caractérisée par un demi-grand axe de 3,00 UA, une excentricité de 0,10 et une inclinaison de 1,7° par rapport à l'écliptique.

## Compléments